# Maries County
Das Maries County ist ein County im US-amerikanischen Bundesstaat Missouri. Im Jahr 2020 hatte das County 8432 Einwohner und eine Bevölkerungsdichte von 6,2 Einwohnern pro Quadratkilometer. Der Verwaltungssitz (County Seat) ist Vienna, das von österreichischen Einwanderern nach ihrer ehemaligen Hauptstadt Wien benannt wurde.

## Geografie
Das County liegt etwas südöstlich des geografischen Zentrums von Missouri und hat eine Fläche von 1373 Quadratkilometern, wovon 6 Quadratkilometer Wasserfläche sind. An das Maries County grenzen folgende Nachbarcountys:
|                | Osage County | Gasconade County |
| Miller County  |              |                  |
| Pulaski County |              | Phelps County    |

## Geschichte
Das Maries County wurde 1855 gebildet. Benannt wurde es nach dem Maries River und dem Little Maries River, die sich in der Nähe befinden.

## Demografische Daten
Nach der Volkszählung im Jahr 2010 lebten im Maries County 9176 Menschen in 3615 Haushalten. Die Bevölkerungsdichte betrug 6,7 Einwohner pro Quadratkilometer. In den 3615 Haushalten lebten statistisch je 2,51 Personen.
Ethnisch betrachtet setzte sich die Bevölkerung zusammen aus 97,7 Prozent Weißen, 0,4 Prozent Afroamerikanern, 0,6 Prozent amerikanischen Ureinwohnern, 0,1 Prozent Asiaten sowie aus anderen ethnischen Gruppen; 1,2 Prozent stammten von zwei oder mehr Ethnien ab. Unabhängig von der ethnischen Zugehörigkeit waren 1,0 Prozent der Bevölkerung spanischer oder lateinamerikanischer Abstammung.
22,9 Prozent der Bevölkerung waren unter 18 Jahre alt, 59,1 Prozent waren zwischen 18 und 64 und 18,0 Prozent waren 65 Jahre oder älter. 49,7 Prozent der Bevölkerung war weiblich.

Das jährliche Durchschnittseinkommen eines Haushalts lag bei 40.185 USD. Das Pro-Kopf-Einkommen betrug 19.155 USD. 13,9 Prozent der Einwohner lebten unterhalb der Armutsgrenze.

## Ortschaften im Maries County
| Citys - Belle1 - Vienna | Village - Argyle1 |

Unincorporated Communities
| - Bend - Big Bend - Brinktown - Davis Ford - Hayden - High Gate | - Lanes Prairie - Lois - Meyerstown - Paydown - Safe - Stickney | - Sudheimer - Summerfield - Tavern - Van Cleve - Venus - Vichy |

1 – teilweise im Osage County

## Gliederung
Das Maries County ist in sieben Townships eingeteilt:
| Township              | Einwohner (2010) | FIPS     |
| --------------------- | ---------------- | -------- |
| Boone Township        | 660              | 29-07228 |
| Dry Creek Township    | 631              | 29-20206 |
| Jackson Township      | 2164             | 29-35918 |
| Jefferson Township    | 2869             | 29-36872 |
| Johnson Township      | 1348             | 29-37394 |
| Miller Township       | 1110             | 29-48260 |
| Spring Creek Township | 394              | 29-69662 |